# 한신 고속도로

한신 고속도로 노선도

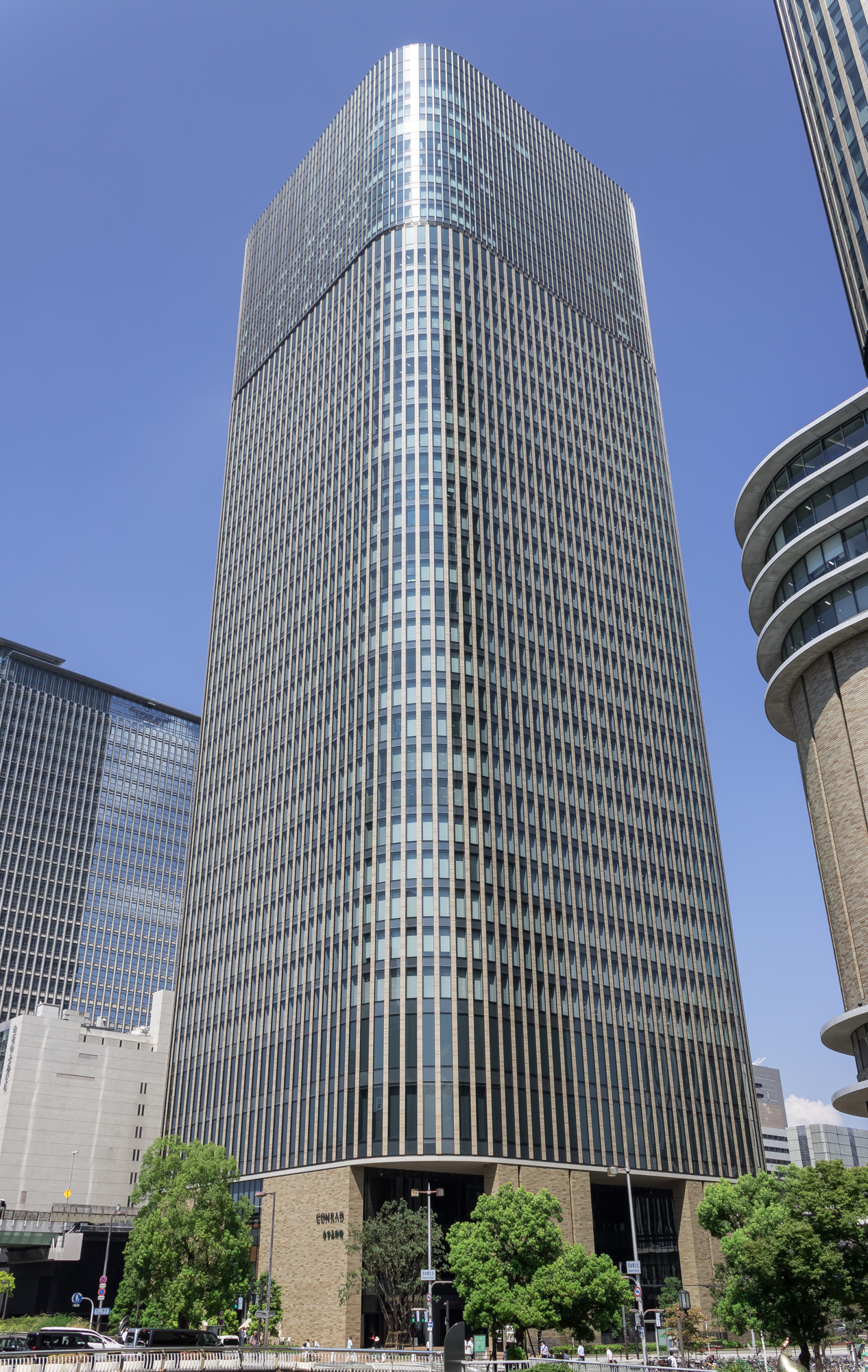
한신 고속도로 본사 사옥 전경.

한신 고속도로(일본어: 阪神高速道路 한신코소쿠도로[*])는 오사카시·고베시와 교토시와 그 주변 지역(기타 시정촌 등)에 있는 총 연장 294.7km(관리 구간 260.5 km, 신설 구간 34.2km 등)의 유료 자동차 전용도로이다. 줄여서 ‘한신고속’(阪神高速)이라고도 표현된다.

## 한신 고속도로 주식회사
이 업체는 2005년 10월 1일을 기해 정식으로 설립되었다.
도로관계 4공단의 민영화 방식으로서 채용된 상하 분리 방식에 있어서, 도로시설의 관리 운영(이른바 윗부분)을 업무로 한다. 도로시설의 보유를 목적으로 설립되는 독립 행정법인 일본 고속도로 보유·채무 상환 기구에서 도로시설을 빌리는 형태를 취한다. 고속도로 등의 신규건설도 사업내용에 포함되지만 완성된 도로는 기구가 (건설 채무도 포함시켜) 보유하게 된다.

## 노선
- 1호 환상선
- 2호 요도가와사간 선
- 3호 고베 선[1]
- 4호 만안선
- 5호 만안선
- 만안（다루미）선
- 6호 야마토가와 선
- 7호 기타코베 선
- 8호 교토 선 - 2019년 폐지되었고 현재는 NEXCO 서일본으로 이관된 상태이며, 일부는 1번 국도로 전환
- 11호 이케다 선
- 12호 모리구치 선
- 13호 히가시오사카 선
- 14호 마쓰바라 선
- 15호 사카이 선
- 16호 오사카항 선
- 17호 니시오사카 선
- 31호 고베야마노테 선
- 32호 신고베 터널